# Francesc Fadre (músic)
Francesc Fadre fou un mestre de capella i organista de la segona meitat del segle xvii.
Va ser canonge de la seu de Manresa i temps després va començar a exercir com a mestre de capella des de 1636 fins a 1643, i posteriorment va seguir exercint la mateixa funció de forma interina entre 1654 i 1656. A més, abans de fer-se mestre de capella, va ser organista entre 1635 i 1660.